# Aritz Aduriz Zubeldia
Aritz Aduriz Zubeldia (nascut l'11 de febrer de 1981 a Sant Sebastià) és un exfutbolista basc. Jugava de davanter i passà quasi tota la seva carrera futbolística a l'Athletic Club de la Primera Divisió.
Aritz destacava per ser un davanter centre complet, ja que a un extraordinari domini del joc aeri i de posició per fixar i guanyar les accions als centrals, unia una bona visió de joc, lluita a l'hora d'anar a la pressió i una gran qualitat tècnica en la definició.

## Trajectòria
Començà a jugar a l'Antiguoko, un equip de futbol base de la seva ciutat natal, on va jugar en la categoria infantil i juvenil. En aquest equip, que tenia conveni de col·laboració amb l'Athletic Club, va coincidir amb futurs futbolistes de primera fila com Xabi Alonso, Mikel Arteta, Andoni Iraola o Mikel Alonso. Aduriz es va iniciar l'any 1999 en el futbol sènior a les files del modest Aurrerá de Vitoria, equip també convingut amb l'Athletic Club, que en aquella època jugava a Segona Divisió B. Després d'una temporada amb els vitorians en la qual va disputar 25 partits i no va marcar cap gol, Aduriz va fitxar definitivament per l'Athletic Club i integrat a l'equip filial.

### El camí cap a Primera Divisió
Aduriz va estar tres anys en el Bilbao Athletic (del 2000 al 2003) jugant a la Segona Divisió B. Va disputar 90 partits en els quals marcà 18 gols. La temporada 2002-03 va arribar a debutar a la Primera Divisió amb l'Athletic. Va ser el 14 de setembre de 2002 davant el FC Barcelona. Aduriz va jugar dos partits més de Lliga aquell mateix any amb l'Athletic, tot i que la major part de la temporada va jugar en el filial. En qualsevol cas, les seves actuacions no van convèncer a l'entrenador ni a la directiva, que aquell mateix any van decidir deixar-lo lliure.
D'aquesta manera, va fitxar pel Burgos CF de Segona Divisió B, marcant 16 gols i cridant l'atenció dels observadors del Reial Valladolid de Segona Divisió, que el van incorporar a les seves files per a la temporada 2004-05. Inicia la seva primera campanya amb una espectacular ratxa golejadora (sis gols en les tres primeres jornades). Tot i que una lesió el va mantenir inactiu part de la temporada, va acabar la campanya amb 14 gols.
El seu bon inici la següent temporada, que novament el va situar com un dels màxims golejadors de la categoria, va cridar l'atenció del seu antic club, l'Athletic, el qual buscava un davanter en la seva lluita desesperada per evitar el descens. Aduriz va retornar a Bilbao en el mercat d'hivern de la temporada 2005-06 per quasi 3 milions d'euros, convertint-se en el tercer traspàs més car de la història del Reial Valladolid, equip que passava per una complicada situació econòmica i va tenir la necessitat de vendre.
En la mitja temporada que va jugar amb els "lleons", va aconseguir ser el pitxitxi de l'Athletic amb 6 dianes, que van ser de vital importància per evitar el descens. La següent temporada, la 2006-07, va consolidar la seva titularitat a l'equip i va acabar com a màxim golejador de l'Athletic amb 9 gols. La següent temporada va acabar marcant 7 gols, essent el segon màxim golejador de l'equip per darrere de Fernando Llorente, que va marcar 11 gols.
El pas d'Aduriz per l'Athletic, en les seves dues etapes, es resumeix en 94 partits oficials (entre Lliga i Copa) i 23 gols.

### Destacant en el RCD Mallorca
La marxa al futbol turc del davanter estrella del RCD Mallorca Dani Güiza després de l'Eurocopa de futbol de 2008, va deixar a l'equip balear amb la necessitat de reforçar la seva davantera. Tot i que Aduriz no era la primera opció de la llista dels mallorquinistes, al frustrar-se altres vies, finalment en una operació llampec i sorpresa realitzada l'agost de 2008, Aduriz va ser traspassat al RCD Mallorca a canvi de 5 milions d'euros més un de variable. La venda d'Aduriz va ser una operació polèmica que provocà gran malestar entre l'afició de l'Athletic Club. El donostiarra va firmar contracte amb el Mallorca fins al juny de 2012.
Sense arribar a apropar-se en la seva primera temporada com a mallorquinista als fantàstics números que va obtenir Güiza (27 gols), Aduriz va aconseguir la titularitat del seu nou equip i va aportar un considerable nombre de gols per mantenir al Mallorca en la categoria. Va marcar 11 gols, essent el màxim golejador del seu equip i obtenint a més els seus millors números en una temporada des que va arribar a Primera Divisió.
En la seva segona temporada en el Mallorca, va millorar els seus números de la primera campanya, marcant un gol més i tornant a ser el primer golejador del seu equip. El RCD Mallorca va tenir una brillant campanya de Lliga, obtenint un lloc a l'Europa League per a la temporada 2010-11, en quedar en cinquè lloc, estant a punt de classificar-se per la Champions League. El mèrit va ser major pels problemes extraesportius i econòmics de l'entitat i pel fet que Aduriz va estar al centre d'una important polèmica, ja que el seu anterior club, l'Athletic, va denunciar al Mallorca per l'impagament d'1,8 milions d'euros corresponents al traspàs del jugador.

### Salt a la Champions amb el València CF
La necessitat de diners per part del club i l'existència de la denúncia de l'Athletic va posar a Aduriz en el mercat d'estiu de 2010 amb el cartell de transferible. Després de l'interès del Getafe CF, Fenerbahçe SK i un club anglès, finalment el 14 de juliol de 2010 es va anunciar el traspàs d'Aduriz al València CF per 4 milions d'euros per suplir la baixa de David Villa. El jugador va firmar amb el club merengot fins al 30 de juny de 2013.
En el seu debut com a jugador valencianista davant el Màlaga CF el 28 d'agost de 2010, es va estrenar amb una diana per ajudar en la victòria del seu equip 1-3. Així mateix, en el seu debut a Champions, va marcar un dels gols que donaria la victòria al València per 0-4 davant el Bursaspor. També cal mencionar que en el seu primer partit a la Copa del Rei va firmar els seus primers gols que li donarien la victòria per 0-3 contra la UD Logroñés. Va fer una molt bona primera part de la temporada guanyant-se el lloc de titular i arribant a debutar amb la Selecció espanyola. En la segona volta, a causa de la irrupció golejadora de Roberto Soldado, es va veure relegat a la banqueta. Malgrat això, va fer una gran temporada a línies generals batent el seu rècord personal de gols en una temporada des que juga a Primera Divisió.
La temporada 2011-12 Aduriz partia novament des de la banqueta davant el bon moment de Soldado i el bon treball de Jonas. Malgrat ser suplent, va seguir aportant un nombre de gols important a l'equip valencianista.

### Retorn als orígens i retirada
L'estiu de 2012, Aduriz als seus 31 anys retorna a l'Athletic Club, equip en el qual es va formar i també debutar a la Primera Divisió, iniciant la seva tercera etapa en el club basc. Després que l'Athletic pagués 2,5 milions d'euros pel seu traspàs, el jugador va firmar per tres temporades.
L'any 2015, amb un hattrick en el partit d'anada, i un altre gol en el de tornada, fou peça clau perquè el conjunt bilbaí s'emportés davant el FC Barcelona la Supercopa d'Espanya.
El dia 20 de maig de 2020, Aduriz va anunciar que es retiraria al final de la temporada 2019-20.

## Estadístiques
Actualitzat a 15 de maig de 2016
| Club                | Temporada           | Lliga   | Lliga | Copa    | Copa | Europa  | Europa | Total   | Total |
| Club                | Temporada           | Partits | Gols  | Partits | Gols | Partits | Gols   | Partits | Gols  |
| ------------------- | ------------------- | ------- | ----- | ------- | ---- | ------- | ------ | ------- | ----- |
| CD Aurrerá          | 1999–2000           | 25      | 8     | –       | –    | –       | –      | 25      | 8     |
| CD Aurrerá          | Total               | 25      | 8     | –       | –    | –       | –      | 25      | 8     |
| Bilbao Athletic     | 2000–01             | 33      | 8     | –       | –    | –       | –      | 33      | 8     |
| Bilbao Athletic     | 2001–02             | 35      | 7     | –       | –    | –       | –      | 35      | 7     |
| Bilbao Athletic     | 2002–03             | 22      | 3     | –       | –    | –       | –      | 22      | 3     |
| Bilbao Athletic     | Total               | 90      | 18    | –       | –    | –       | –      | 90      | 18    |
| Athletic Club       | 2002–03             | 3       | 0     | 1       | 0    | –       | –      | 4       | 0     |
| Burgos CF           | 2003–04             | 36      | 16    | 2       | 0    | –       | –      | 38      | 16    |
| Burgos CF           | Total               | 36      | 16    | 2       | 0    | –       | –      | 38      | 16    |
| Reial Valladolid    | 2004–05             | 32      | 14    | 6       | 2    | –       | –      | 38      | 16    |
| Reial Valladolid    | 2005–06             | 14      | 6     | 0       | 0    | –       | –      | 14      | 6     |
| Reial Valladolid    | Total               | 46      | 20    | 6       | 2    | –       | –      | 52      | 22    |
| Athletic Club       | 2005–06             | 15      | 6     | 2       | 0    | –       | –      | 17      | 6     |
| Athletic Club       | 2006–07             | 34      | 9     | 1       | 0    | –       | –      | 35      | 9     |
| Athletic Club       | 2007–08             | 33      | 7     | 5       | 1    | –       | –      | 38      | 8     |
| RCD Mallorca        | 2008–09             | 35      | 11    | 5       | 0    | –       | –      | 40      | 11    |
| RCD Mallorca        | 2009–10             | 34      | 12    | 4       | 1    | –       | –      | 38      | 13    |
| RCD Mallorca        | Total               | 69      | 23    | 9       | 1    | –       | –      | 78      | 24    |
| València CF         | 2010–11             | 29      | 10    | 2       | 2    | 8       | 2      | 39      | 14    |
| València CF         | 2011–12             | 29      | 7     | 6       | 1    | 10      | 1      | 45      | 9     |
| València CF         | Total               | 58      | 17    | 8       | 3    | 18      | 3      | 84      | 23    |
| Athletic Club       | 2012–13             | 36      | 14    | 2       | 1    | 6       | 3      | 44      | 18    |
| Athletic Club       | 2013–14             | 31      | 16    | 5       | 2    | -       | -      | 36      | 18    |
| Athletic Club       | 2014–15             | 31      | 18    | 9       | 5    | 8       | 3      | 48      | 26    |
| Athletic Club       | 2015–16             | 34      | 20    | 7       | 6    | 14      | 10     | 55      | 36    |
| Total Athletic Club | Total Athletic Club | 217     | 90    | 32      | 15   | 28      | 16     | 277     | 121   |
| Total carrera       | Total carrera       | 541     | 192   | 57      | 21   | 46      | 19     | 644     | 232   |

## Palmarès

### Club
- 1 Supercopa d'Espanya: 2015 (Athletic Club)[4]

### Individual
- Trofeu Zarra (2): 2014–15,[7] 2015–16
- Lliga Europa de la UEFA: Màxim golejador / Equip de la temporada 2015–16[8]